# Potštát
Potštát (niem. Bodenstadt) – miasto w Czechach w powiecie Przerów w kraju ołomunieckim nad potokiem Veličką, dopływem Beczwy. Historyczne centrum miasta jest od 2003 miejską strefą zabytkową.
Pierwsza wzmianka o miejscowości pochodzi z roku 1322. 10 października 2006 Potštát odzyskał status miasta.
Według danych z 1 stycznia 2024, liczba mieszkańców miasta wynosi 1244 osoby (1231. miejsce w kraju wśród miejscowości; 562. miejsce wśród miast).

## Demografia
| Rok             | 2008 | 2016 | 2024 |
| --------------- | ---- | ---- | ---- |
| Liczba ludności | 1187 | 1223 | 1244 |